# دونالد جاي لي
دونالد جاي لي (بالإنجليزية: Donald J. Lee)‏ هو محامي وقاضي أمريكي، ولد في 24 يوليو 1927 في بيتسبرغ في الولايات المتحدة، وتوفي بنفس المكان في 17 مارس 2011.